# Балинці (зупинний пункт)
Балинці — пасажирський залізничний зупинний пункт Івано-Франківської дирекції Львівської залізниці на одноколійній неелектрифікованій лінії Стефанешти — Коломия між станціями Гвіздець та Коломия.
Розташований у селі Балинці Снятинського району Івано-Франківської області.

## Пасажирське сполучення
На зупинному пункті Балинці зупиняються приміські поїзди до станцій Коломия та Заліщики.